# ステロイドラクトナーゼ
ステロイドラクトナーゼ(Steroid-lactonase、EC 3.1.1.37)は、以下の化学反応を触媒する酵素である。
テストロラクトン + 水{\displaystyle \rightleftharpoons }テストラート
従って、基質はテストロラクトンと水の2つ、生成物はテストラートのみである。
この酵素は加水分解酵素に分類され、特にエステル結合に作用する。系統名は、テストロラクトン ラクトノヒドロラーゼ(testololactone lactonohydrolase)である。